# Данилів вітряк
Данилів вітряк — єдиний вцілілий до цього часу (2017 року) вітряк у селі Ольшана.

## Історія
Споруджений Данилом Яковичем Котеленцем (1885—1968) в царські часи.
З архівних матеріалів відомо, що в 1886 році навколо Ольшани стояло 47 діючих вітряків. У цей час село налічувало 126 дворів козаків і 396 дворів селян, проживало тут майже З тисячі жителів. Для порівняння, в цей же час за тими ж даними сусіднє село Гмирянка було більшим і заможнішим. Адже воно було переважно козацьким: налічувалось 420 дворів козаків, 230 дворів селян і 22 двори міщан, поживало майже 3,5 тисячі жителів. Тому навколо Гмирянки і діяло аж 63 вітряки.
До колективізації між власниками вітряків була досить жорстка конкуренція. Найбільшою популярністю за високу якість борошна користувались «мельниці»: Данилова і Семенова, а пізніше і Симоротова.
Всі вітряки села в роки насильницької колективізації були відібрані у господарів, а колишні власники так чи інакше репресовані як «куркульський елемент». Вітряки ж нова влада активно руйнувала. Ось тому з отих 26 вітряків на початок війни залишилось тільки 6. Чотири з них продовжували діяти на західній околиці села; один — на Тарасівці і ще один — в Жовтневому.

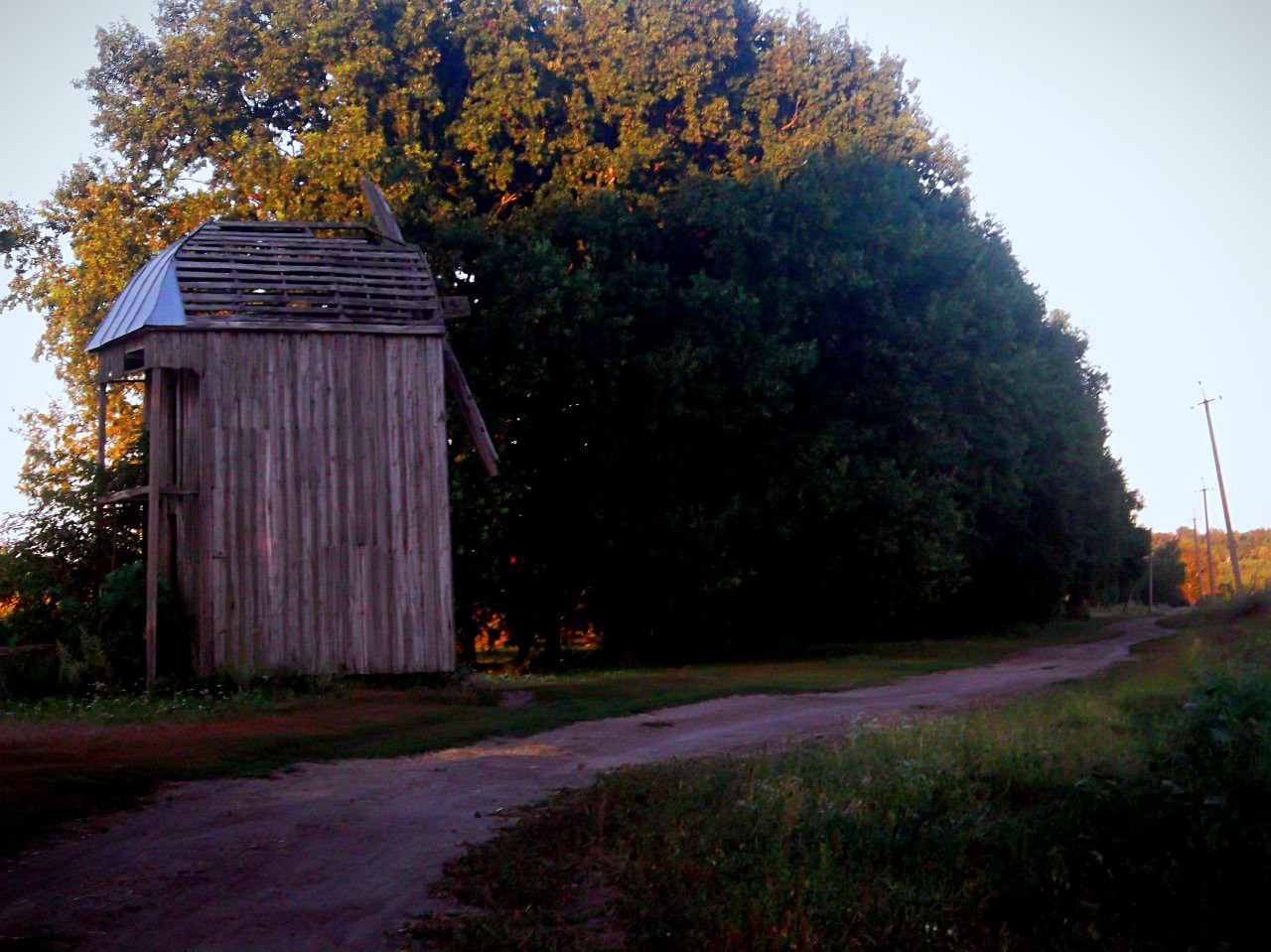
Данилів вітряк у 2015 році
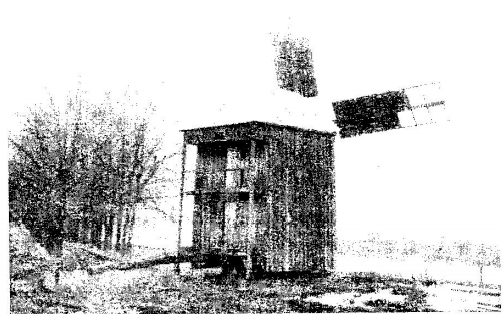
Данилів вітряк у 2003 році